# Brevipalpus homalus
Brevipalpus homalus är en spindeldjursart som beskrevs av Pritchard och Baker 1952. Brevipalpus homalus ingår i släktet Brevipalpus och familjen Tenuipalpidae. Inga underarter finns listade.